# 星艦人類登陸系統
星艦人類登陸系統（英語：Starship Human Landing System, 缩写: Starship HLS），是SpaceX星艦飛船的月球著陸器變體，它將太空人從月球軌道轉移到月球表面並返回。它是由SpaceX根據與NASA簽訂的合約設計和建造的，作為NASA的阿提米絲計畫的一個關鍵要素，該計劃旨在2020年代將太空人送上月球。
該任務計劃要求使用超级重型助推器將星艦人類登陸系統發射到地球的地心轨道，在將其自身推進到月球近直線晕轮轨道 (NRHO, Near-rectilinear halo orbit) 之前，它將由多艘星際飛船油輪飛船為其加油。 在那裡，它將與由美國宇航局太空發射系統（SLS）發射器從地球發射的載人獵戶座飛船會合。 機組人員將從獵戶座轉移到人類登陸系統，後者將下降到月球表面停留幾天，其中包括五個或更多的舱外活动(EVA)。 然後它將把機組人員送回NRHO轨道的獵戶座飛船。
在人類登陸系統採購流程的第三階段，NASA於2021年4月授予SpaceX一份合同，以開發、生產和演示星艦人類登陸系統。 在較早的無人試飛成功登陸月球並返回NRHO轨道之後，將在2025年4月之前作為阿提米絲3號(Artemis 3)任務的一部分進行載人飛行。
2022年3月23日，NASA宣布打算進行第二次載人星際飛船HLS登月演示任務，並更新HLS設計以滿足新的可持續性要求。 美國宇航局打算通過行使2021年HLS合同下的選擇權來談判向SpaceX授予獨家資源。 更新後的Starship HLS 將用於阿提米絲5號任務，並將與從其他供應商處採購的著陸器競爭以供以後著陸。

## 參阅
- SpaceX星艦研發歷史
- 阿耳忒弥斯计划